# Doraville
Doraville is een plaats (city) in de Amerikaanse staat Georgia, en valt bestuurlijk gezien onder DeKalb County. Van 1947 tot 2008 was Doraville Assembly, een autoassemblagefabriek van General Motors, hier gevestigd.

## Demografie
Bij de volkstelling in 2000 werd het aantal inwoners vastgesteld op 9862.
In 2006 is het aantal inwoners door het United States Census Bureau geschat op 10.306, een stijging van 444 (4,5%).

## Geografie
Volgens het United States Census Bureau beslaat de plaats een oppervlakte van
9,3 km², geheel bestaande uit land.

## Plaatsen in de nabije omgeving
De onderstaande figuur toont nabijgelegen plaatsen in een straal van 12 km rond Doraville.